# Wuffa
Wuffa ou Uffa serait l'un des premiers souverains du peuple anglo-saxon des Angles de l'Est. La dynastie des Wuffingas lui devrait son nom.

## Biographie
Le moine Bède le Vénérable rapporte dans son Histoire ecclésiastique du peuple anglais que le roi d'Est-Anglie Rædwald, qui vit dans le premier quart du VIIe siècle, est « le fils de Tytilus, dont le père était Wuffa, de qui les rois des Angles de l'Est tirent leur nom de Wuffing ».
Les généalogies royales de la Collection anglienne s'accordent avec Bède pour faire de Wuffa le fils de Tyttla. Son père y est appelé Wehha et son ascendance est retracée sur plusieurs générations supplémentaires jusqu'au dieu Woden.
Le chroniqueur du XIIIe siècle Roger de Wendover date l'avènement de Wuffa de l'an 571 et celui de son fils Tyttla de 578. Ces dates ne figurent dans aucune source antérieure et l'historienne Barbara Yorke considère qu'elles sont à prendre avec des pincettes. Wuffa est le premier roi d'Est-Anglie mentionné par Roger, mais d'après la Historia Brittonum, c'est son père Wehha qui est le premier à régner sur les Angles de l'Est.
Le village d'Ufford, dans le Suffolk, a un nom qui fait référence au « gué de Wuffa ». L'archéologue Rupert Bruce-Mitford estime qu'un lien avec l'ancêtre des Wuffingas n'est pas à exclure, d'autant que le site archéologique de Sutton Hoo, généralement considéré comme une nécropole dynastique, se trouve à seulement quelques kilomètres au sud. Néanmoins, Mike Parker Pearson, Robert Van de Noort (en) et Alex Woolf soulignent que ce toponyme n'est pas attesté avant la compilation du Domesday Book, à la fin du XIe siècle, et qu'il existe d'autres lieux nommés Ufford hors des frontières est-angliennes.
Les historiens modernes ne considèrent pas unanimement Wuffa comme un personnage historique. Pour Sam Newton, il représente davantage une figure liée au mythe fondateur du royaume d'Est-Anglie, et il est plus plausible que son nom dérive de celui de la famille royale est-anglienne que le contraire. Le nom des Wuffingas pourrait avoir désigné à l'origine « les enfants du loup » (wulf en vieil anglais) en référence à l'animal-totem de ce peuple.